# Erfurti latrinabaleset
Az erfurti latrinabaleset 1184. július 26-án történt, amikor egy nemesi gyűlés résztvevői alatt beszakadt a padló, és ők az épület alatti emésztőgödörbe zuhantak.

## Történelmi háttér
Erfurt VI. Henrik német király uralma alatt állt. Az uralkodó gyűlésre (Hoftag) hívta össze a nemeseket. A diéta célja az volt, hogy megoldják a III. Lajos türingiai tartománygróf és Wittelsbachi Konrád mainzi érsek vitáját, amelynek pontos tárgyáról nem maradt fenn információ, de valószínűleg valamilyen területi igényről volt szó. Mindenesetre olyan horderejű ügy volt, amely királyi közbeavatkozást igényelt. Az uralkodó, miközben országában utazott, összehívta a gyűlésre a nemeseket Erfurtba.

## A baleset
Egyes források szerint a gyűlést a Szent Péter-templom emeletén, mások szerint egy másik épületben tartották. A találkozóra sokan érkeztek, és a helyiség padlója beszakadt a nemesek súlya alatt, akik belezuhantak egy emésztőgödörbe. A balesetben legalább hatvan ember vesztette életét, de más becslések szerint a halottak száma megközelítette a százat. A király és az érsek a padló leszakadásakor épp az ügymenetet beszélte meg a terem egyik ablakmélyedésében. Alattuk nem fa-, hanem kőpadló volt, és az ablakrácsba kapaszkodva élték túl az eseményt.